# Rampenlicht (Film)
Rampenlicht (Originaltitel: Limelight, nach dem in den Vaudeville-Theatern bzw. Music Halls noch üblichen Rampenlicht, bzw. dem frühen Scheinwerferlicht aus Knallgas und Kalk) ist ein US-amerikanischer Spielfilm von Charles Chaplin aus dem Jahr 1952. Das Melodram, mehr Tragikomödie als Komödie, gestaltete er zu einer Hommage an das Londoner Varieté-Milieu, in dem er seine Karriere begann.

## Handlung
So ähnlich wie in einer klassischen Oper in drei Akten ist die Handlung des Films in drei Teile gegliedert, die durch lange Unterbrechung der internen Zeit voneinander abgesetzt sind.

### 1. Teil (Exposition)
Sommer 1914 in London. Ein älterer Herr, stark betrunken, überquert die Straße und geht auf die Eingangstür eines Mietshauses zu, in dem er im 3. Stock eine kleine Wohnung hat. Es ist Calvero, früher ein äußerst erfolgreicher Komiker, der sein Publikum mit mehr oder minder schlüpfrigen Liedern und Sketchen zum Lachen brachte. Als er älter wurde, fiel es ihm immer schwerer, Kontakt zum Publikum herzustellen. So griff er zum Alkohol, von dem er nach und nach eine immer stärkere Dosis brauchte. Schließlich lag er mit einem Herzinfarkt im Krankenhaus. Seit seiner Entlassung aus dem Krankenhaus sind sechs Monate vergangen und er hat noch nicht wieder eine Anstellung gefunden. In der ganzen Branche ist man sich einig, dass Calvero als Komiker nicht mehr zu gebrauchen ist.
An der Tür zur Wohnung im Erdgeschoss bemerkt er Gasgeruch. Durch ein Guckloch in der Tür sieht er eine junge Frau, die bewusstlos auf dem Bett liegt. Es ist Thereza Ambrose, genannt Terry, die ihre eigenen Probleme hat. Sie ist Ballett-Tänzerin im Empire-Theater in London, musste aber für einige Zeit wegen Rheuma pausieren. Da sie ihren Beruf als Tänzerin mit dem Rheuma nicht ausüben kann, hat sie aus Verzweiflung, und weil sie ihr Leben sinnlos fand, eine Überdosis Tabletten geschluckt, um sich umzubringen.
Calvero schleppt Terry aus dem Zimmer und ruft einen Arzt herbei. Der Arzt erklärt, dass versuchter Selbstmord ein Strafdelikt ist, für das Terry ins Gefängnis kommt, wenn jemand davon erfährt. Daher bringen der Arzt und der Komiker sie in Calveros Wohnung. Calvero verkauft seine Geige, um die für Terry benötigten Lebensmittel zu besorgen. Wieder in dem Mietshaus angekommen, trifft Calvero seine Vermieterin Mrs. Alsop. Er erfährt von Mrs. Alsop, dass Terrys Wohnung im Erdgeschoss bereits neu vermietet ist. Die Vermieterin kommt schnell dahinter, dass Terry jetzt bei Calvero wohnt, wo sie in seinem Bett liegt. Damit Mrs. Alsops Mietshaus keinen schlechten Ruf bekommt, schlägt Calvero vor, dass Terry als seine Frau gelten soll. Bei dieser Sprachregelung bleibt es dann auch.
Terry und Calvero kommen miteinander ins Gespräch. Er hatte zuerst gedacht, dass Terry eine Straßendirne und von einer Geschlechtskrankheit befallen ist. Als er stattdessen von dem Rheuma erfährt, kommt ihm das zuerst wie eine harmlose Sache vor. Ein paar Tage später sagt Terry aber, dass sie ihre Beine nicht mehr bewegen kann. Der Arzt diagnostiziert, dass die Lähmung von Terrys Beinen keine körperliche, sondern eine psychosomatische Ursache hat. Um die Ursache für Terrys psychosomatischer Lähmung ihrer Beine herauszufinden, stellt Calvero ihr Fragen nach ihrer Vergangenheit. Er erfährt, dass Terry eine Schwester hat, die früher Geld als Straßendirne verdiente. Mit diesem Geld hat die Schwester Terry unterstützt, damit Terry sich eine Ausbildung als Tänzerin leisten kann. In der Begleitung einer Freundin hat Terry durch Zufall erfahren, mit welcher Tätigkeit ihre Schwester das Geld verdient. Terry war schockiert und rannte weinend weg. In dem Empire-Theater, kurz bevor das Problem mit dem Rheuma begann, hat Terry die Freundin wieder getroffen. Indem Terry sich dadurch an den Beruf ihrer Schwester erinnerte, war ihr eigener Beruf als Tänzerin plötzlich mit der Vorstellung von „schmutzigem Geld“ verbunden. Bei Terry hat sich deshalb ein unbewusster Widerwillen gegen ihren Beruf eingestellt. Hierdurch ist die psychosomatische Lähmung ihrer Beine zustande gekommen. Terry will sich damit selbst daran hindern, ihren Beruf als Tänzerin auch weiterhin auszuüben.
Um Terry zu helfen, setzt Calvero ihr in mehreren Beispielen eine veränderte Weltanschauung vor. Bei dieser Weltanschauung kommt es darauf an, nicht über Sinn und Zweck des Lebens nachzudenken, sondern das Leben, mag es sich auch manchmal mit Leiden verbinden, als besonders wertvollen Selbstzweck anzusehen, im Übrigen nur an die Gegenwart zu denken und sich an Erfordernissen des Augenblicks zu orientieren. In praktischer Hinsicht macht Calvero mit Terry Übungen im Tanzen, mit dem Ergebnis, dass Terry nach einiger Zeit wenigstens ein bisschen auf den eigenen Beinen stehen und ein paar Schritte gehen kann. Terry fühlt sich dabei sichtlich wohl und in Calveros Wohnung inzwischen wie zuhause.
Calvero bekommt dann von seinem Agenten John Redfern ein Telegramm mit der Bitte, den Agenten in seinem Büro zu besuchen. In dem Büro erfährt Calvero, dass Redfern ein Engagement für eine Woche in Middlesex vereinbart hat. Die Gage ist niedrig, und Calvero muss auf den Gebrauch seines eigenen Namens verzichten. Das Engagement ist aber eine Chance für einen neuen Anfang und Terry, der er davon erzählt, freut sich auch – ganz besonders darüber, dass Calvero seit dem Beginn ihrer Bekanntschaft keinen Alkohol mehr angerührt hat und er auch in Middlesex ohne Alkohol auftreten will. Der Auftritt in Middlesex erweist sich jedoch als komplettes Fiasko, im Publikum breitet sich Gähnen aus. Mehr und viele Leute verlassen den Raum. Calveros Vertrag wird aufgelöst und er sieht sich beruflich völlig am Ende. Indem Terry Calvero an die Philosophie erinnert, mit der er ihr selbst geholfen hat, und als sie dabei immer energischer wird, steht sie unwillkürlich auf. Während Calvero augenscheinlich vor dem Nichts steht, kann Terry plötzlich wieder gehen. In ihrer Freude hält Terry es in der Wohnung nicht mehr aus. Zusammen mit Calvero macht sie einen langen Spaziergang durch die Nacht. Auf einer Bank am Ufer der Themse erklärt Terry Calvero, dass für sie beide zusammen nun alles gut ist. Terry würde eine neue Anstellung finden und dann notfalls für beide sorgen.

### 2. Teil (Entwickeln des Konflikts)
Sechs Monate später: Terry ist jetzt wieder in dem Ballett in dem Empire-Theater als Tänzerin beschäftigt, während sich für Calvero beruflich bisher noch gar nichts ergeben hat. Am nächsten Tag steht für Terry ein Probetanzen vor dem Impresario Postant und für Calvero ein Termin in dem Empire-Theater wegen einer Nebenrolle als Clown bevor. Als Terry nach Hause kommt und Calvero von seinem Termin erzählen will, ist er besoffen. Er hat drei Straßenmusikanten zu sich in die Wohnung geholt, mit denen er musiziert. Als die Straßenmusikanten weg sind, sagt Calvero zu Terry, er sei zu nichts nütze und würde sich mit dem Gedanken befassen, demnächst unter einer Themse-Brücke zu übernachten. Terry, die das nicht gelten lassen will, ist ihm behilflich, seine Sachen auszuziehen, damit er ins Bett gehen und seinen Rausch ausschlafen kann.
Am nächsten Tag nimmt Calvero in dem Empire-Theater das Angebot für die kleine Rolle an, wobei er auch hier nur wenig Gage erhält und auf den Gebrauch seines Namens verzichten will. Für Terry steht das Probetanzen bevor. Terry wird von dem jungen amerikanischen Musiker Neville auf dem Klavier begleitet. Sie hatte Neville schon früher kennen gelernt und im ersten Teil des Films auch Calvero davon erzählt. Damals ist sie Angestellte in einem Geschäft gewesen, in dem Neville Notenpapier zu kaufen pflegte. Da Terry Neville ansah, dass er nur wenig Geld hat, hat sie ihm aus Mitleid zusätzliches Notenpapier und manchmal auch überflüssiges Wechselgeld gegeben. Bei Neville hatte sich dadurch die Vorstellung festgesetzt, dass Terry in ihn verliebt ist. Die gleiche Vorstellung hat sich bei Calvero festgesetzt, als Terry ihm früher von ihrer Begegnung mit dem jungen Musiker erzählte. Während Terry versicherte, sie sei durchaus nicht verliebt gewesen, vielmehr habe sie dem jungen Musiker nur aus Mitleid geholfen, erging sich Calvero in der Prophezeiung, Terry werde den jungen Musiker wiedertreffen, ihn aber nicht erkennen, weil er inzwischen einen Bart hat. Später werde Terry mit dem jungen Musiker auf einem Balkon sitzen. Dort werde er zu ihr sagen, dass er sie liebt, und sie werde zu ihm sagen, sie habe ihn schon immer geliebt. Von dieser Prophezeiung trifft bis zum Ende des Films absolut gar nichts ein. In der Art eines Altersstarrsinns hält Calvero aber bis zum Ende des Films daran fest, wozu Terry immer wieder neu sagt, dass er sich irrt.
Bei dem Probetanzen gelingt Terry ein glänzender Erfolg. Sie wird von Postant als neue Primadonna des Balletts im Empire-Theater engagiert. Calvero, den Terry später hinter der Bühne trifft, gibt neidlos zu, dass Terry eine wirkliche Künstlerin ist. Terry erklärt, dass sie ihn liebe und dass sie ihn schon immer geliebt habe, seitdem sie ihm zum ersten Mal begegnet ist. Terry macht Calvero dann einen Heiratsantrag. Zu Calveros Einwand, er sei ein alter Mann, sagt Terry, sie würde ihn lieben und nur darauf käme es an.
Als ihre erste Rolle als Primadonna des Balletts tritt Terry in einem Stück mit zwei Teilen als Colombina auf, die im ersten Teil im Sterben liegt. Neben Terry als Colombina treten ihr Geliebter Harlekin und verschiedene andere Gestalten auf, darunter auch Calvero als einer der befreundeten Clowns. Im zweiten Teil, auf dem Friedhof, will Harlekin die tote Colombina mit einem Zauberstab wieder zum Leben erwecken, was ihm nicht gelingt. Es erscheinen aber Geister, die Harlekin erklären, dass er nicht weinen muss, weil es die Liebe, die nicht an einen Ort gebunden ist, überall gibt. In diesem Moment tritt Terry als Colombina mit einem großen Solo auf.
Die Premiere des Balletts wird für Terry ein Riesenerfolg, wenngleich sie kurz vor ihrem Auftritt zu dem Solo in dem zweiten Teil die Nerven verliert und dabei meint, ihre Beine seien wieder gelähmt. Calvero kuriert sie, indem er ihr sehr energisch eine Ohrfeige gibt und sie dann auf die Bühne schickt. Bei dem Bankett im Anschluss an das Ballett bemerkt Terry, dass Calvero fehlt. Er ist in eine Kneipe gegangen, um sich dort zu betrinken. Einem Boten des Theaters, der nach ihm sucht, teilt er mit, er sei schon nach Hause gegangen, so dass Terry sich keine Sorgen machen muss. Terry verlässt dann auch das Bankett. Neville bringt sie mit einem Wagen nach Hause. Vor der Eingangstür des Mietshauses macht Neville Terry eine Liebeserklärung. Er redet Terry ein, dass sie ihn auch liebt, während ihre Liebe zu Calvero nur Mitleid sei. Hierzu Terry in Bezug auf Calvero: „Es ist mehr als Mitleid. Etwas, auf das ich hin gelebt habe, hin gewachsen bin. Es ist seine Seele, seine Liebenswürdigkeit und seine Traurigkeit. Nichts auf der Welt wird mich jemals davon trennen.“ Calvero, der auf der anderen Seite der Tür besoffen auf dem Boden liegt, hat das Gespräch überhört.
Am nächsten Morgen sieht Calvero die Kritiken in der Zeitung durch, in der Terry überschwänglich gelobt wird. Terry kommt dann aber auf ihren Plan einer Heirat zurück. Sie fühlt sich mit dem Ruhm nicht wohl und möchte lieber zusammen mit Calvero ein bescheidenes, aber glückliches Leben führen. Calvero hält das für falsch, weil Terry dann – wie er meint – ein Leben wie eine Nonne führen und ihre Jugend vergeuden würde. Er macht sich Vorwürfe, dass er nicht schon längst die Kraft aufgebracht hat, Terry zu verlassen. Terry, die gar nicht verstehen kann, was plötzlich in ihn gefahren ist, bekommt einen Schrecken. Sie versichert ihm seine Liebe. Am Nachmittag trifft Calvero einen Kollegen, den er von früher kennt. Der Kollege erzählt, man habe ihn wegen des neuen Balletts bestellt. Der Clown, der dort mitspielt, sei schlecht. Er soll deshalb von dem Kollegen abgelöst werden. Nach dieser neuen Niederlage steht für Calvero fest, dass er Terry verlassen muss, um ihr nicht länger zur Last zu fallen. Als Terry am Nachmittag nach Hause kommt, ist Calvero schon weg. Er hat einen Abschiedsbrief hinterlassen, aus dem Terry erfährt, dass er sie verlassen hat.

### 3. Teil (Finale)
Einige Zeit später: Terry hat zuerst ganz London abgesucht, um Calvero zu finden. Als dies vergeblich war, ist sie für längere Zeit krank gewesen. Danach hat sie eine erfolgreiche Tournee auf dem europäischen Festland unternommen. Sie ist damit als Tänzerin zu einem international anerkannten Star geworden. In London ist sie immer noch Primadonna im Ballett des Empire-Theaters. Neville, der wegen des Ersten Weltkriegs zum Militär musste, ist auf Urlaub nach London gekommen, wo er sich regelmäßig mit Terry getroffen hat.
Calvero verdient etwas Geld als Straßenmusikant, zusammen mit den drei Musikanten, die er einst in seine Wohnung holte. Sie spielen ohne Publikum auf der Straße vor dem Eingang eines Lokals. Als sie mit ihrer Musik fertig sind, geht Calvero in das Lokal, um die Gäste um eine Spende zu bitten. Unter den Gästen ist Neville, der Calvero wiedererkennt. Als Calvero noch mit Neville zusammensitzt, kommt der Impresario Postant in das Lokal. Postant gibt Calvero etwas Geld. Dabei wundert er sich darüber, dass aus Calvero jemand geworden ist, der auf der Straße musizieren muss, um Geld zu verdienen. Calvero sagt dazu gelassen: „Die ganze Welt ist eine Bühne, und dies ist der hierfür am meisten gerechtfertigte Ort.“ Bevor Calvero das Lokal verlässt, sagt Postant noch zu ihm: „Warum kommen Sie nicht mal in meinem Büro vorbei?“ Calvero verweist auf seinen Agenten sowie darauf, dass er mit Engagements angeblich ausgebucht ist.
Terry erfährt durch Postant und Neville, dass Calvero als Straßenmusiker arbeitet, und sucht ihn auf. Mit seinem Verschwinden hatte Calvero sie dazu gezwungen, etwas erwachsener zu werden, obwohl sie das gar nicht wollte. Dabei hat sie etwas verloren, das nie wiederkommt. Sie erklärt Calvero erneut ihre Liebe und wünscht sich, dass er zu ihr zurückkommen soll. Sie werde alles tun, um ihn glücklich zu machen. Er räumt ein, dass Terry ihr Versprechen halten würde, sieht sich aber für sich selbst auf einen anderen Weg gestellt. Als Terry dann erzählt, dass Postant zu Calveros Ehren eine Gala organisieren will, in der neben Calvero alles auftritt, was in der Kunstwelt Rang und Namen hat, lehnt Calvero zuerst ab, weil er Postants Idee für ein Almosen hält, das er nicht annehmen will. Was er sich aber wünscht, ist eine Gelegenheit, bei der er noch einmal zeigen kann, was in ihm steckt. Er hat sich auch eine neue Nummer ausgedacht, in der er zusammen mit einem Freund auftreten will. Der Freund spielt Klavier und Calvero Geige. Zusammen mit dem Freund will Calvero so etwas wie eine musikalische Parodie zeigen.
Am Tag der Gala ist das Empire-Theater ausverkauft. Terry und Postant haben Vorsorge getroffen, damit der Abend auf jeden Fall erfolgreich wird. Hierzu gehört, dass auf der Fassade des Theaters nicht Calvero, sondern Terry angekündigt wird. Terry hat sich außerdem mit den Claqueuren zusammengesetzt und ihnen in Einzelheiten erklärt, an welchen Stellen in Calveros Vortrag sie lachen müssen. Sie ist sich mit Postant einig, dass Calvero nicht mehr der ist, der er in seinen besten Zeiten war. Damit Calvero davon nichts merkt, bekommt er zusammen mit seinem Freund die Star-Garderobe. Von vielen Seiten wird ihm auch versichert, dass alles ganz genauso ist wie in den alten Zeiten. Kurz vor dem Beginn seines Auftritts nimmt Calvero noch einen Schluck Alkohol, obwohl seine Ärzte ihm das ausdrücklich verboten haben. Als Terry in die Garderobe kommt und bemerkt, dass er wieder Alkohol getrunken hat, und als sie ihn fragt, ob ein Erfolg auf der Bühne es wert sei, dafür das Leben zu riskieren, sagt Calvero dazu, es ginge ihm gar nicht um einen Erfolg, sondern nur darum, einen neuen Misserfolg zu vermeiden.
Auf der Bühne führt Calvero zuerst zwei seiner älteren Solo-Nummern vor. Das Publikum geht mit viel Gelächter mit. Am Ende der zweiten Solo-Nummer verlangt der Inspizient, dass Calvero sich auf der Bühne verbeugen und seinen Anteil an der Gala abschließen soll. Es würden noch zwei Dutzend weitere Künstler auf ihren Auftritt warten. Nachdem Postant ein Machtwort gesprochen hat, darf Calvero zusammen mit seinem Freund mit der musikalischen Nummer beginnen. Hierfür hat Calvero sich eine Reihe von Gags ausgedacht. Zuerst werden mit übertriebener Stümperhaftigkeit die beiden Instrumente gestimmt, wobei die Saiten reißen. Nachdem dieses Problem mit großem Aufwand gelöst ist, vermisst Calvero seine Geige. Die Geige ist kaputt, weil Calveros Freund mit dem Fuß darauf getreten hat. Calvero zieht aber eine zweite Geige aus der Tasche, womit die musikalische Darbietung beginnen kann. Das Ende des Vortrags ist ein Stück in sehr flottem Tempo, bei dem Calvero wie geplant von der Bühne in den Orchestergraben und dort in die Pauke fällt. Während er in der Pauke von der Bühne getragen wird, spielt er beständig weiter.
Calvero erhält sehr viel Applaus, wie in seinen besten Zeiten. Er hat aber starke Schmerzen im Rücken und meint, er habe sich das Rückgrat verletzt. Um den Abend nicht zu verderben, lässt er sich in der Pauke noch einmal auf die Bühne tragen. Zu dem Publikum sagt er dann, es sei für ihn und seinen Partner ein ganz großartiger Abend gewesen. Er hätte auch gerne weitergemacht, sei aber stecken geblieben. Calvero wird in der Requisitenkammer von einem herbeigerufenen Arzt untersucht, der einen neuen Herzinfarkt feststellt. Der im Sterben liegende Calvero gibt sich optimistisch und kündigt an, dass er zusammen mit Terry eine gemeinsame Tournee machen will. Als er Neville sieht, kommt er aber wieder auf seine frühere Prophezeiung zurück. Terry versichert erneut, dass es Calvero ist, den sie von ganzem Herzen liebt. Sie wird dann zu ihrem eigenen Auftritt auf die Bühne gerufen. Calvero wünscht sich nur, dass er Terry noch einmal tanzen sieht. Er wird an eine passende Stelle in den Kulissen getragen und stirbt am Anfang ihres Tanzes. Die letzten Bilder in dem Film bleiben alleine Terry mit ihrem Tanz vorbehalten.

## Entstehung des Films
Der Film wurde von der Firma United Artists produziert, die Chaplin 1919 zusammen mit einigen Künstler-Kollegen gegründet hatte, um von dem Produktionsbetrieb in Hollywood unabhängig zu sein. Die Dreharbeiten fingen am 19. November 1951 an und waren am 25. Januar 1952 abgeschlossen. Den Dreharbeiten ist eine Phase von mehreren Jahren vorausgegangen, in denen Chaplin sich auf den Film vorbereitet hat. Nach Abschluss der Dreharbeiten wurde der Film noch mit Musik ausgestattet. Als Ausnahme war die Musik zu dem Ballett, in dem Terry als Columbine tanzt, schon vorher entstanden. Für die Ballett-Szenen in dem Film wurde die amerikanische Ballerina Melissa Hayden als Double für Claire Bloom engagiert. In dem fertigen Film ist im Vorspann ein Copyright von 1951 der Firma Celebrated Films Corp. angegeben. Das Copyright ist 1952 auf die Firma Roy Export S.A.S. übergegangen.
Der Film wurde am 16. Oktober 1952 in London erstmals gezeigt, in Anwesenheit Chaplins, der sich auf einer Promotion-Tour nach England befand. In den Vereinigten Staaten, wo Chaplin aus politischen Gründen zu einer unerwünschten Person geworden war, wurde der Film am 23. Oktober 1952 in New York gezeigt. Ein breites Publikum in den USA bekam den Film hier aber erst 20 Jahre später in den Kinos zu sehen. In Deutschland fand die Premiere am 24. September 1954 statt. Mit deutlich über zwei Stunden ist es Chaplins längster Kinofilm. Er nahm nach der Veröffentlichung noch kleinere Änderungen vor, so schnitt er eine Szene mit einem armlosen Freund Calveros namens Claudius (gespielt von Stapleton Kent), der diesem in seiner Not etwas Geld leiht.
Zu Chaplins Vorbereitungen auf den Film gehören mehrere Fragmente, die mit dem Titel Footlights für einen geplanten Roman bestimmt gewesen sein mögen. Sie wurden erst mehr als 30 Jahre nach Chaplins Tod in der Cineteca di Bologna in Chaplins Nachlass gefunden und liegen seit 2014 veröffentlicht vor. Die Fragmente wurden mit Schreibmaschine geschrieben und von Chaplin mit handschriftlichen Korrekturen versehen.
In den Fragmenten wird insbesondere die Vorgeschichte der Ballerina Terry und des Clowns Calvero geklärt. Im Vergleich mit den Angaben in dem Film lassen sich aber einige Unterschiede erkennen. In den Fragmenten heißt Terry nicht Thereza Ambrose, sondern Terry Ambrose. Sie hat zwei Schwestern, die bis zum Beginn der in dem Film gezeigten Handlung gestorben sind. Dagegen hat Terry in dem Film nur eine Schwester Louise, die nach Südamerika ausgewandert ist. Calvero, in den Fragmenten, wollte in seiner Jugend Musiker werden. Wegen der Armut seiner Familie reichte das Geld aber nicht aus, um ein Instrument anzuschaffen. Als nächster Plan wollte Calvero romantischer Schauspieler im Theater werden. Er war davon überzeugt, der beste Schauspieler seiner Zeit zu sein. Dieser Plan ist an Calveros zu geringer Körpergröße sowie daran gescheitert, dass er eine unkultivierte Aussprache hatte. So hat Calvero, eigentlich wider Willen, den Beruf eines Komikers ergriffen. Hierbei war es von Anfang an sein Problem, dass es ihm Mühe machte einen Kontakt mit dem Publikum herzustellen. In ähnlicher Art wie in dem Film verfällt Calvero dem Alkohol. Er stirbt in dem gleichen Krankenhaus wie Chaplins Vater.
Zu den weiteren Vorbereitungen für den Film gehörten das Schreiben des Drehbuchs und der Aufbau der Kulissen in dem Stil, wie er für die Zeit von Chaplins Kindheit und Jugend in London charakteristisch war. Die Vorbereitungen mögen ca. 3 Jahre in Anspruch genommen haben. Aus dem Material, das für den fertigen Film bei den Dreharbeiten entstand, wurden mehrere Szenen gestrichen. Hierzu gehört eine Szene, in dem Calvero den armlosen Claudius trifft, der mit seinen Zehen auf der Geige spielen kann. Calvero wird von Claudius mit Geld unterstützt. Durch das Streichen dieser Szene ist in dem fertigen Film eine logische Lücke offengeblieben. Zu Beginn des Films verkauft Calvero seine Geige, damit er Geld hat, um die für Terry benötigten Lebensmittel zu bezahlen. In einer späteren Szene kommt er in seine Wohnung und bringt die Geige wieder mit. Da er bis dahin kein Geld verdient hat, muss er das von Claudius erhaltene Geld zum Rückkauf der Geige verwendet haben. Aus einer originalen Darstellerliste geht noch hervor, dass es eine kurze Szene gegeben haben muss, in der Terry als Kind zusammen mit ihrer Schwester Louise zu sehen ist. Auch diese Szene ist in dem fertigen Film nicht enthalten.
Für die Musik ist in dem Vorspann des Films angegeben, sie sei von Chaplin komponiert und von Raymond Rasch sowie von Chaplin arrangiert. Als die Musik 1973 mit einem Oscar ausgezeichnet wurde, wurde neben Chaplin und Rasch auch noch Larry Russel als Komponist genannt. Viel später hat sich aber gezeigt, dass Rasch für Chaplin nur als Klavierspieler tätig und Russel an der Komposition der Musik überhaupt nicht beteiligt war. In mehreren Interviews hat Russell Garcia beschrieben, wie die Musik wirklich entstanden ist. Garcias Angaben wirken schon deshalb glaubhaft, weil es ein Foto gibt, das Garcia in der fraglichen Zeit in Zusammenarbeit mit Chaplin zeigt. Eine analoge Beschreibung der Zusammenarbeit mit Chaplin bei der Entstehung von Musik liegt auch von David Raskin vor. Raskin war an der Entstehung der Musik zu dem Film „Moderne Zeiten“ beteiligt. Auch in diesem Film wird angegeben, Chaplin habe die Musik komponiert.
Chaplins eigener Anteil an der Musik in seinen Filmen bestand danach darin, dass er konkrete Vorstellungen hatte, welche Stimmung die Musik zu den einzelnen Szenen ausdrücken sollte. Er dachte sich auch einzelne Melodien bzw. Ansätze zu Melodien aus. Da er keine Noten lesen und schreiben konnte, sang er einem musikalischen Mitarbeiter die Melodien bzw. die Ansätze zu Melodien vor oder er spielte sie auf dem Klavier. Dies wurde von dem musikalischen Mitarbeiter in Noten fixiert. Der musikalische Mitarbeiter komponierte dann eine Partitur, die zu der Länge einer Szene und zu Chaplins Angaben über die gewünschte Stimmung passt. Im nächsten Schritt hörte Chaplin sich das Ergebnis an. Falls Chaplin mit dem Ergebnis nicht zufrieden war, korrigierte der musikalische Mitarbeiter seine Partitur bzw. er komponierte eine neue Partitur. Nach mehreren Wiederholungen des Vorgangs kam eine Musik zustande, mit der Chaplin einverstanden war. Bis dorthin konnten mehrere Monate vergehen.
Wird dieser Vorgang damit beschrieben, Chaplin habe die Musik komponiert, liegt dem eine Vorstellung vom Komponieren zugrunde, die sich jedenfalls nicht mit dem deckt, was für gewöhnlich unter dem Begriff Komponieren verstanden wird. Bei dem gewöhnlichen Begriff des Komponierens besteht diese Tätigkeit ganz wesentlich darin, zu einer vorgestellten Stimmung passende Töne zu finden. Diese Aufgabe hat Chaplin aber nicht gelöst. Vielmehr hat er die Lösung dieser Aufgabe, und damit das Komponieren, anderen überlassen. Die Erwähnung Larry Russels im Zusammenhang mit dem Oscar mag durch ein Missverständnis entstanden sein. Hierbei wurde Garcias Vorname Russel mit Larry Russels Nachnamen verwechselt. Rasch und Russel waren schon tot; und Chaplin befand sich altersbedingt in einem Zustand, in dem exakte Angaben von ihm nicht mehr zu erwarten waren. Laut Garcia hat der an der Musik zu dem Film beteiligte Dirigent Keith Williams sich nach der Verleihung des Oscar bei Garcia für das Missverständnis entschuldigt.

## Hintergründe
Chaplin beschrieb den Abstieg von Künstlern, wie er ihn selbst als junger Mann miterlebte. Deshalb siedelte er ihn auch in London unmittelbar vor dem Ersten Weltkrieg an. Gedreht wurde freilich in Amerika. In die Figur von Calvero, den er selber spielte, legte er Erinnerungen an den eigenen Vater, bei Terry bezog er sich häufig auf seine Mutter bzw. eine seiner Jugendfreundinnen. Das ging so weit, dass Claire Bloom dieselbe Kleidung wie letztere tragen sollte. Als Calvero von einem zuvor lang ersehnten Engagement von Middlesex niedergeschlagen, erfolglos und entlassen nach Hause zurückkehrt, fordert ihn nun Terry auf dramatische Weise auf, den Kopf nicht hängen zu lassen und an sich selbst zu glauben, so wie er dies bei ihr zuvor getan hatte. Während dieses Appells kann sie wieder ohne Hilfe stehen und gehen. In einem Dokumentarfilm äußerte Bloom, dass Chaplin sie für diese dramatische Szene dadurch vorbereitet hatte, indem er sie in einem vorherigen Probengespräch durch Vorwürfe und Missbilligung zum Weinen brachte, was er sonst nie getan hätte. Noch heute sei sie erstaunt über die Ausdruckskraft, die ihr in dieser Szene als junger Schauspielerin mit nur 19 Jahren gelang.
Rampenlicht ist vom Ton her weit von Chaplins Tramp-Filmen entfernt. Obwohl auch diese stets tiefe Melancholie aufwiesen, war der Humor von Der große Diktator und Monsieur Verdoux ungleich bitterer und pessimistischer. Rampenlicht durchzieht zwar ein leiser Humor, dieser bezieht sich aber auf den Charme und die Altersweisheit von Calvero, der erkennt, dass seine Karriere und sein Leben zu Ende gehen. Chaplins Slapstick-Einlagen beschränken sich auf wenige Szenen wie beim Flohzirkus mit den imaginären Flöhen Phyllis und Henry sowie bei der Schlussnummer mit Buster Keaton als Pianisten-Violinisten-Duo im Kampf gegen die Tücken der Objekte. Vor der Grundstimmung von Melancholie, Ängsten und Sorgen scheinen keine Szenen mehr mit ungetrübtem Humor und naiver Lebensfreude auf.
Chaplins Beziehung zu seinem Publikum wird in diesem Film ebenfalls angesprochen. Der alte Clown erwacht nach den ersten Filmszenen aus einem Alptraum, in dem er nach dem rauschenden Beifall für eine humoristische Bühnenszene erkennen muss, dass er nur vor leeren Stuhlreihen aufgetreten war und gespielt hat. Calvero meint später gegenüber Terry, dass er zwar den Beifall des Publikums liebe, es aber dennoch fürchte, da es „wie ein Ungeheuer ohne Kopf“ sei und es daher leicht in die eine oder andere Richtung zu lenken wäre.

## Synchronisation
Der Film wurde zwei Mal synchronisiert. Die erste Fassung entspricht der Original Fassung von 1952. Die zweite Fassung stammt aus dem Jahr 1975. Für die zweite Fassung schrieb Lutz Arenz das Dialogbuch, die Regie übernahm Dietmar Behnke.
| Darsteller       | Rolle                      | 1. Synchro            | 2 Synchro               |
| ---------------- | -------------------------- | --------------------- | ----------------------- |
| Charles Chaplin  | Calvero                    | Alfred Balthoff       | Friedrich W. Bauschulte |
| Claire Bloom     | Thereza (Terry) Ambrose    | Marion Degler         | Helga Trümper           |
| Nigel Bruce      | Postant, Impresario        | Walter Werner         | Siegfried Schürenberg   |
| Buster Keaton    | Calveros Partner           | Hans Wiegner          | n.n.                    |
| Sydney Chaplin   | Neville                    | n.n.                  | Thomas Danneberg        |
| Norman Lloyd     | Bodalink, Ballett-Direktor | Klaus Miedel          | n.n.                    |
| Marjorie Bennett | Mrs. Alsop                 | n.n.                  | Paula Lepa              |
| Wheeler Dryden   | Arzt bei Thereza           | Hans Hessling         | Dietrich Frauboes       |
| Berry Bernard    | John Redfern               | Siegfried Schürenberg | n.n.                    |
| Leonard Mudie    | Arzt bei Calvero           | Siegfried Schürenberg | n.n.                    |
| Loyal Underwood  | Straßenmusikant            | Herbert Weißbach      | n.n.                    |

## Kritiken
Rampenlicht wurde bei seiner Veröffentlichung von Kritikern sehr unterschiedlich bewertet, wohl auch, weil Chaplin zu diesem Zeitpunkt des Kommunismus verdächtigt wurde. Zum einen wurde der Film teils als „nicht komisch“ kritisiert, andererseits sprach man ihm eine „Berauschung des Herzens und weithin planende[n] Verstand“ (Zitat aus Die Zeit) zu. Inzwischen ist die Meinung von Kritikern über den Film zumeist positiv, bei Rotten Tomatoes besitzt er basierend auf 29 Kritiken eine sehr gute Wertung von 97 %. Das Lexikon des internationalen Films nannte den Film „rührend, versponnen, resignativ und stellenweise theatralisch“.

## Auszeichnungen
- 1953: British Film Academy Award für die beste Newcomerin (Claire Bloom)
- 1954: Film des Monats Oktober; Evangelische Filmgilde
- 1973: Oscar für die beste Originalmusik für Charles Chaplin, Raymond Rasch und Larry Russell